# Batalla de Arlabán
Se conoce como batalla de Arlabán a un conjunto de operaciones militares que se desarrollaron durante la Primera Guerra Carlista en España en el Alto de Arlabán (entre Álava y Guipúzcoa) en 1836.
El 16 y 17 de enero de 1836, tropas leales a la reina Isabel II partieron de Vitoria para ocupar el alto de Arlabán, en poder de los carlistas. Las tropas, comandadas por el general Luis Fernández de Córdova, contaban con el apoyo de la Legión Auxiliar Británica, la Legión Francesa y unidades al mando de Baldomero Espartero, divididos en tres frentes que pretendía efectuar una acción envolvente sobre el enemigo.
Aunque conquistado el Alto y la localidad de Villarreal de Álava, el día 18 de enero los liberales hubieron de abandonar la conquistas debido al alto número de bajas.
El 22 de mayo del mismo año se realizó por el general Córdova una expedición similar, junto a Baldomero Espartero, pero no pasó de ser un golpe de mano contra las fuerzas carlistas comandadas por Nazario Eguía, sin consecuencias en cuanto a la ocupación del territorio. El 26 los liberales se retiraron dejando tras de ellos una gran devastación.